# Турновский, Мартин
Мартин Турновский (чеш. Martin Turnovský; 29 сентября 1928, Прага — 19 мая 2021) — чешский дирижёр.
Сделал первые шаги в дирижировании под покровительством Джорджа Селла, с которым был дружен его отец. Во время Второй мировой войны был арестован и заключён в концентрационный лагерь в связи с частично еврейским происхождением. После войны учился в Пражской академии музыки у Карела Анчерла. В 1958 г. стал победителем Безансонского международного конкурса молодых дирижёров.
В 1963—1966 гг. — главный дирижёр Симфонического оркестра Пльзеньского радио, с Турновским связывают первый заметный взлёт в истории этого коллектива В те же годы много работал также с Чешским филармоническим оркестром. В 1966—1968 гг. возглавлял Дрезденскую государственную капеллу. После введения войск Варшавского договора в Чехословакию в 1968 году эмигрировал в Австрию и получил австрийское гражданство. Возглавлял Норвежскую оперу (1975—1980) и Боннскую оперу (1979—1983), работал со многими оркестрами Европы как приглашённый дирижёр. После бархатной революции возобновил работу в Чехии, в 1992—1996 гг. возглавлял Пражский симфонический оркестр.